# Bergholtz
Bergholtz (en alsacià Bargholz) és un municipi francès, situat a la regió del Gran Est, al departament de l'Alt Rin. L'any 2005 tenia 1.155 habitants.

## Demografia
| 1962 | 1968 | 1975 | 1982 | 1990 | 1999  |
| ---- | ---- | ---- | ---- | ---- | ----- |
| 543  | 567  | 526  | 834  | 920  | 1.008 |

## Administració
| Període   | Identitat     | Partit |
| --------- | ------------- | ------ |
| 2001-2008 | Gilbert Fretz |        |
| 2008-     | Nella Wagner  |        |